# Jan Gunnink
Jan Gunnink (Oosteinde (Ruinerwold), 30 december 1894 - Meppel, 20 september 1954) was een Nederlandse verzetsstrijder tijdens de Tweede Wereldoorlog.
Jan was een zoon van landbouwer Klaas Gunnink en Aaltje Flink en groeide op te Oosteinde en vanaf 1911 in de Wijk. Hij trouwde op 30 april 1921 met Jentje Fluit aldaar. 
Gunnink (verzetsnaam "Ome Hein") was leider van een verzetsgroep in Meppel. In 1941 had hij een aantal jongeren bijeengebracht, waaronder zijn drie zonen Klaas, Hendrik en Gerrit en Gerrit de Boer, met de bedoeling zich te verzetten tegen de Duitse bezetter. Er werden diverse activiteiten opgezet, waaronder de distributie van illegale bladen en het verzorgen van onderduikadressen voor Joden.

Na de oprichting van de Landelijke Knokploegen sloot Gunnink zich daarbij aan en werd hij commandant van de KP-Meppel.
Op 24 december 1944 om 6 uur in de avond viel de groep van "Ome Hein" het politiebureau van Meppel binnen om arrestanten te bevrijden. Er waren een week eerder zeven verzetsmensen gearresteerd en een van hen, Peter van den Hurk, had een briefje naar buiten laten smokkelen waarin om hulp werd verzocht. De overval lukte, maar in het vuurgevecht werd Gerrit de Boer in de hals getroffen. Een aantal gevangenen werd bevrijd en wist te ontkomen, maar Gerrit bezweek op de stoep van het politiebureau in de armen van "Ome Hein".

## Na de oorlog
Gunnink werd na de oorlog veehouder te Staphorst en richtte daar de Gront Mij "In de Staphorster Maten" op. Hij was getrouwd met Jentje Fluit en kreeg met haar drie zonen en twee dochters.
Na de oorlog deden in Meppel jarenlang hardnekkige geruchten de ronde dat in 1945 door gemeentewerkers in de tuin van Gunninks voormalige woning in Meppel lijken van vermoorde Joden waren opgegraven. In 2015 werd dit bevestigd: het bleek te gaan om de Jood Joseph Troostwijk uit Zwolle, die door Gunnink was vermoord en begraven. Troostwijk was vermoedelijk als onderduiker lastig geworden voor het verzet en daardoor een potentieel gevaar.
In april 2009 werden, op aanwijzing van Gunninks zoon Gerrit Gunnink, in het Staphorsterveld de stoffelijke resten van de sinds de oorlog vermiste Rotterdamse onderduiker Pieter Hoppen gevonden, die door de KP-Meppel was geliquideerd.